# فيكتوريا تشابلن
فيكتوريا تشابلن (بالإنجليزية:Victoria Chaplin) (مواليد 19 مايو 1951 - ) ممثلة في السيرك بريطانية . وهي ابنة الممثل المعروف تشارلي تشابلن من زوجته أونا أونيل.

## روابط خارجية
- فيكتوريا تشابلن على موقع IMDb (الإنجليزية)
- فيكتوريا تشابلن على موقع قاعدة بيانات الأفلام السويدية (السويدية)